# ORS 2
ORS 2 (Octahedron Research Satellite 2 ou Octahedral Research Satellite 2), também denominado de ERS 16, foi um satélite artificial estadunidense lançado em 9 de junho de 1966 por meio de um foguete Atlas-Agena D a partir da Base da Força Aérea de Vandenberg.

## Características
O ORS 2 foi um dos membros de sucesso da família de satélites ERS (Environmental Research Satellites), pequenos satélites lançados como carga secundária junto com satélites maiores para fazer testes de tecnologia e estudos do ambiente espacial. O ORS 2 foi lançado em conjunto com os satélites RTS-1 1 e EGRS 6. Levava a bordo vários experimentos, todos relacionados com a Soldagem a frio no espaço. Foi injetado em uma órbita inicial de 3601 km de apogeu e 178 km de perigeu, com uma inclinação orbital de 90,02 graus e um período de 124,7 minutos. Reentrou na atmosfera em 12 de março de 1967.